# Ioan Baboș
Ioan Baboș (n. 16 aprilie 1952, Comuna Gâlgău, Sălaj) este un fost senator român în legislatura 1990-1992 ales în județul Arad pe listele partidului FSN. Ioan Baboș a fost membru în grupul parlamentar de prietenie cu Mongolia. Pe data de 14.11.2012, Curtea de Apel București a stabilit că Ioan Baboș a fost colaborator al Securității.